# 34 Pułk Piechoty Liniowej (Francja)
34 Pułk Piechoty Liniowej Wielkiej Armii – jeden z francuskich pułków piechoty okresu wojen napoleońskich. Wchodził w skład Wielkiej Armii Cesarstwa Francuskiego.

## Działania zbrojne
- 1792: Jemmapes
- 1793: Nerwinden, Hondschoote i Wattignies
- 1794: Fleurus
- 1798: Antibes
- 1799: Novi i Mondovi
- 1800: Riviere, Genes, Sainte-Jacques de Ligurie i Sainte-Barthelemy de Ligurie
- 1805: Ulm i Austerlitz
- 1806: Saalfeld, Jena i Pułtusk
- 1807: Ostrołęka i Frydland
- 1809: Saragossa, Lucena, Jaca, Arzobispo i Ocana
- 1810: Astorga, Villagarcia i Bussaco
- 1811: Badajoz, Gerboa, Albuhera i Arroyo-del-Molinos
- 1812: Burgos
- 1813: Saint-Sebastien, Bidassoa
- 1813: Lutzen, Wur
- 1814: Arcis-sur-Aube
- 1815: Ligny i Wavre

## Mundury żołnierzy regimentu do 1795

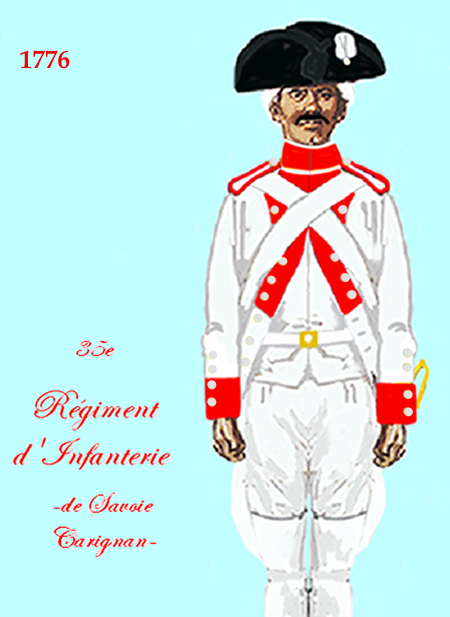
1775 – 1779
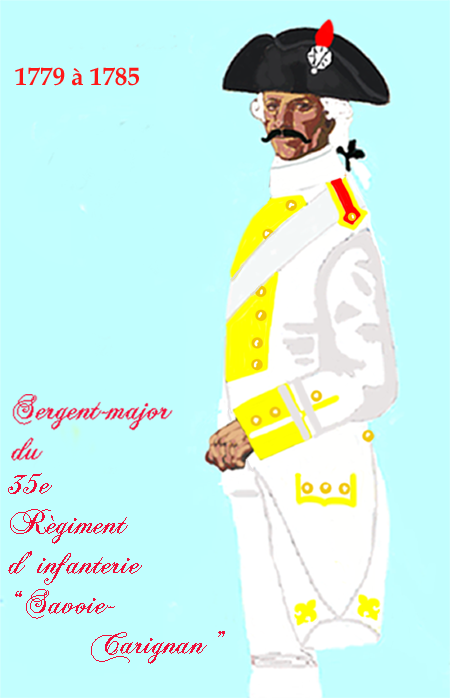
1779 – 1785
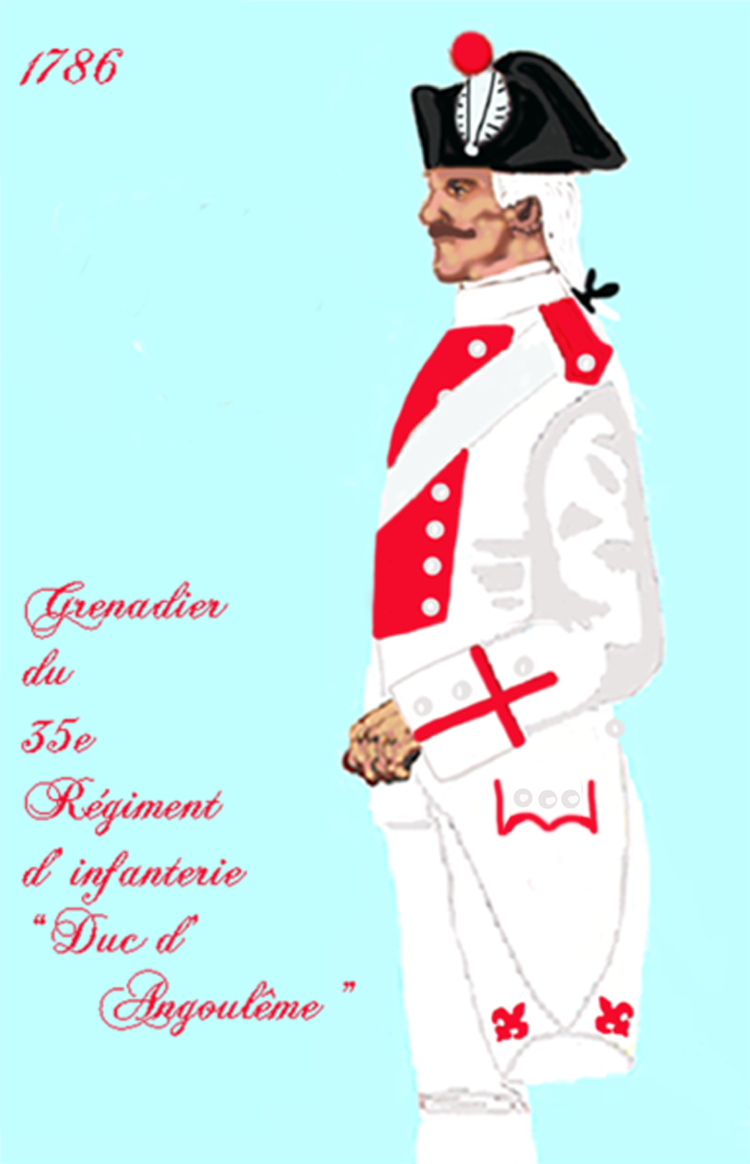
1785 – 1791
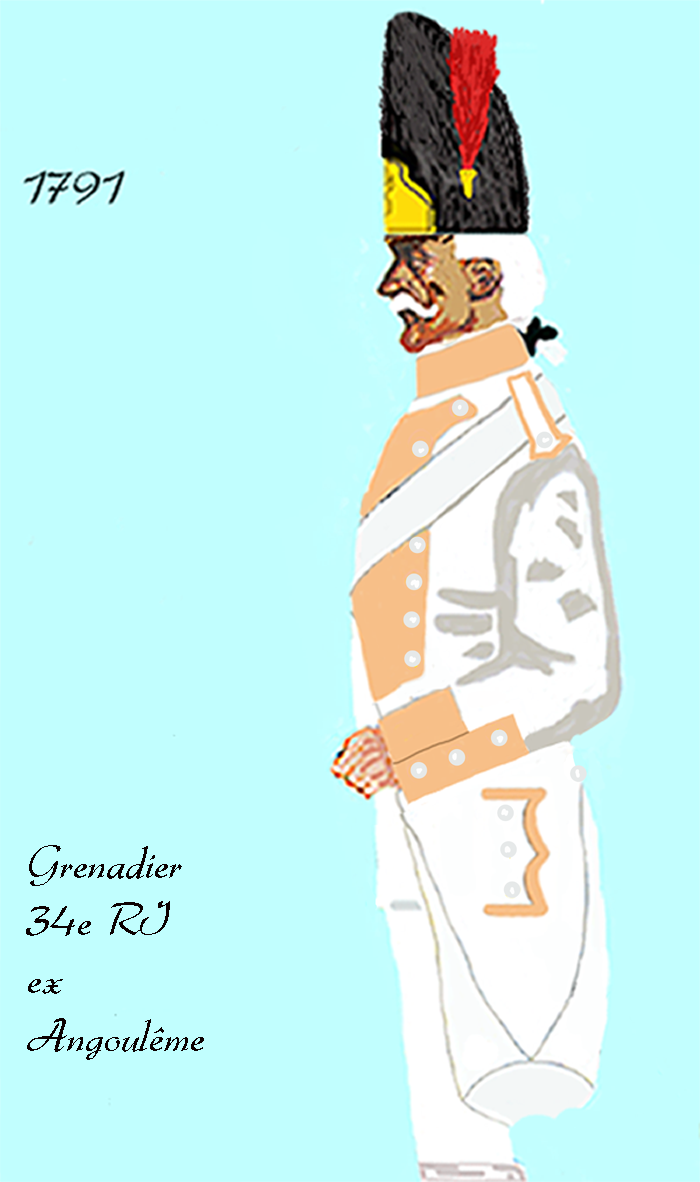
1791 – 1795